# Ubuntu Touch

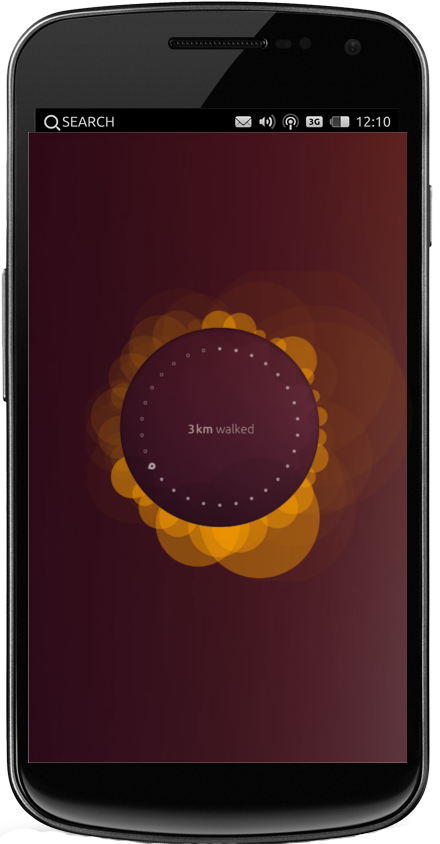
Telefon pracujący na wersji testowej systemu.

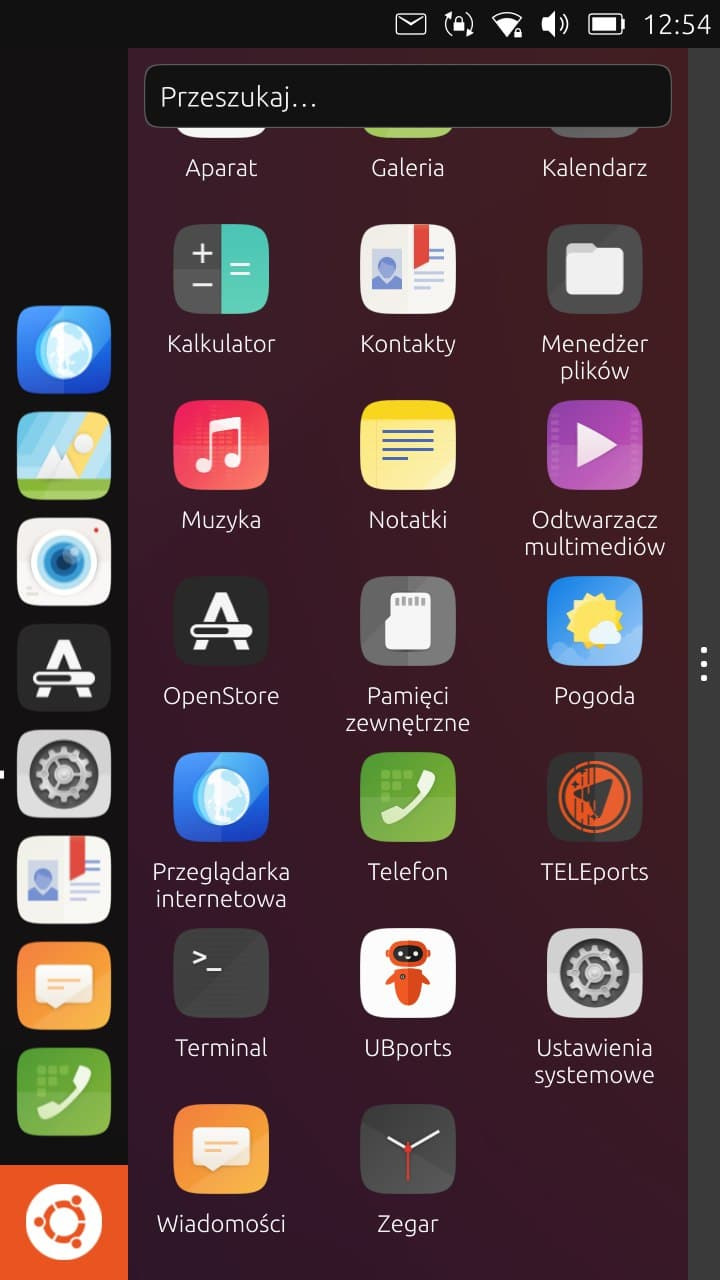
Zrzut ekranu systemu

Ubuntu Touch – system uniksopodobny będący mobilną wersją Ubuntu (jednej z dystrybucji systemu operacyjnego GNU/Linux), rozwijana pierwotnie przez Canonical oraz Społeczność Ubuntu, następnie (w wyniku porozumienia z Canonical), przez projekt UBports, który w 2019 r. przekształcił się w Fundację UBports. Interfejs jest zaprojektowany dla ekranów dotykowych (smartfony, tablety), w tym do zastosowania we współpracy (konwergencji) smartfonów z innymi urządzeniami (np. monitorami).

## Wydania
Canonical wydało pierwszą wersję systemu 17 października 2013. System głównie wspiera urządzenia z linii Google Nexus, jednakże lista wspieranych urządzeń wciąż się poszerza. Istnieją też telefony domyślnie zainstalowanym systemem Ubuntu Touch jak BQ Aquaris E4.5 Ubuntu Edition lub Meizu MX4 Ubuntu Edition.
W sierpniu 2018 r., projekt UBPorts wydał wersję OTA-4, bazując po raz pierwszy Ubuntu Touch na następnej, wspieranej wciąż przez Canonical długookresowej wersji systemu Ubuntu 16.04 LTS.

## Lista oficjalnie wspieranych urządzeń przez UBportsUnity 8
źródło
- Nexus 4
- Nexus 5
- Nexus 7 2013 (wersja WiFi)
- Nexus 7 2013 (wersja LTE)
- BQ Aquaris E4.5 Ubuntu Edition
- BQ Aquaris E5 Ubuntu Edition
- BQ m10 HD
- BQ m10 FHD
- Meizu MX4 Ubuntu Edition
- Meizu Pro5 Ubuntu Edition
- Fairphone 2
- OnePlus One

Oprócz tego istnieje wiele nieoficjalnych portów oraz starszych wersji.

## Właściwości
Ubuntu Touch używa Qt początkowo rozwijanych dla systemów Maemo i MeeGo.

## Wymagania sprzętowe
| Criteria                 | Entry level Ubuntu smartphone | High-end Ubuntu „superphone”           |
| ------------------------ | ----------------------------- | -------------------------------------- |
| Architektura procesora   | ARM Cortex-A9                 | Quad-core ARM Cortex-A9 lub Intel Atom |
| Pamięć operacyjna        | 512 MB – 1 GB                 | Min 1 GB                               |
| Pamięć flash             | 4-8 GB eMMC + SD              | Min 32 GB eMMC + SD                    |
| Multitouch               | tak                           | tak                                    |
| Full desktop convergence | nie                           | tak                                    |

|                          | Entry level consumer Ubuntu tablet | High-end Ubuntu enterprise tablet     |
| ------------------------ | ---------------------------------- | ------------------------------------- |
| Architektura procesora   | Dual-core ARM Cortex-A15           | Quad-core ARM Cortex-A15 or Intel x86 |
| Pamięć operacyjna        | zalecane 2 GB                      | zalecane 4 GB                         |
| Pamięć flash             | 8 GB minimum                       | 8 GB minimum                          |
| Rozmiar ekranu           | 7-10 cali                          | 10-12 cali                            |
| Multi-touch              | 4 palce                            | 4-10 palców                           |
| Full desktop convergence | nie                                | tak                                   |